# Honoré d’Albert

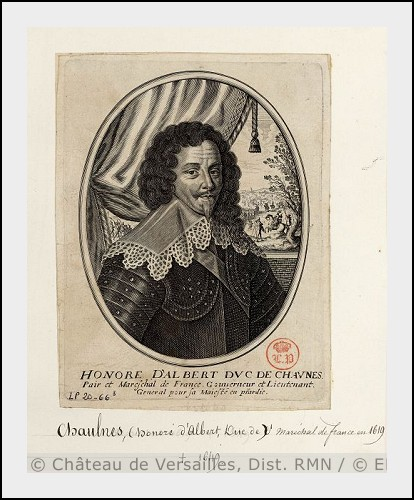
Honoré d’Albert

Honoré d’Albert (* 1581; † 1649), Seigneur de Cadenet, Seigneur de Picquigny und Vidame d’Amiens. Durch seine 1620 erfolgte Heirat mit Claire Charlotte Eugénie d’Ailly, erwarb er den Namen, das Wappen und auch die Reputation des Hauses d’Ailly. Seit 1619 Maréchal de France, seit 1621 Duc de Chaulnes und Pair von Frankreich, war er ein französischer Aristokrat und Militär zu Beginn des 17. Jahrhunderts. Er diente in der Armee von Ludwig XIII.

## Leben
Am Hof des Königs führte er den Namen Seigneur de Cadenet. Sein Bruder war Charles d’Albert, duc de Luynes, Günstling von Ludwig XIII. Der König machte Honoré d’Albert bzw. Cadenet 1615 zum Lieutenant du Roi im Gouvernement von Amboise. 1617 wurde er Mestre de camp im Régiment de Normandie, nachdem der bisherige Kommandeur, der Comte de la Penne, Sohn des Maréchal d’Ancre, verbannt worden war.
1619 wurde er Lieutenant général im Gouvernement der Picardie und bekam den Orden eines Chevalier des ordres du roi verliehen.

Wappen des Duc de Chaulnes

Im Jahre 1621 wurde er zum Duc de Chaulnes und zum  Pair de France ernannt und nahm den Namen Maréchal duc de Chaulnes an. Im gleichen Jahr stand er im  Dienst bei der Belagerung von Saint-Jean-d’Angély und der Belagerung von Montauban. Nach dem Tod des Connétable de Luynes, Charles d’Albert, duc de Luynes, erhielt er die Verwaltung über die Stadt und Zitadelle von Amiens übertragen. Zusammen mit Jacques Nompar de Caumont, Duc de la Force, kommandierte er 1625 die Armee in der Picardie, und konnte diese burgundische Provinz dem König sichern. 1635 wurde er hier zum Gouverneur ernannt. Mit der gleichen Armee fiel er 1635 im damals noch zu den Spanischen Niederlanden gehörenden Artois ein, eroberte und zerstörte verschiedene Schlösser und eroberte das Dorf Grévillers bei Bapaume. Bei seinem Abzug brannte er alles nieder, um dem Gegner keine Vorräte zu überlassen.  Nachdem eine 14.000 Mann starke spanische Armee aufgeboten wurde, um dem Maréchal de Chaulnes Einhalt zu gebieten, verteilte dieser daraufhin seine Truppen in die grenznahen Städte und stellte so eine weitere Bedrohung für die Spanier dar. Nachdem er 1.500 mit Boulonnais ausgestattete Reiter als Verstärkung bekommen hatte, zog er erneut gegen die Spanier, die daraufhin den Rückzug antraten. Bei der Aufstellung neuer Kavallerieregimenter im Jahre 1636 wurde er Inhaber eines dieser Regimenter. Nachdem die Panier während des Feldzuges in der Picardie umfangreiche Repressalien und Verwüstungen angerichtet hatten, reagierte der Maréchal de Chaulnes, indem er im Januar 1636 1.200 Mann aus seinen Garnisonen zusammenzog und damit einen Einfall in das Artois machte. Hier brannte er mehrere Burgen und Dörfer nieder und vernichtete eine Truppe von 400 Iren, die in spanischen Diensten gekämpft hatten.
Im Jahre 1640 befehligte er zusammen mit Gaspard III. de Coligny, Maréchal de Châtillon, die Belagerung von Arras, welches am 10. August eingenommen wurde. Danach nahm der Maréchal de Chaulnes an keinen Feldzügen mehr teil. Im Jahre 1645 wechselte er vom Gouvernement der Picardie zu dem der Auvergne. Diesen Posten hatte er bis zu seinem Tod 1649 inne.
Wegen seiner bevorzugten Frisur, die aus zwei hinter den Ohren geflochtenen Zöpfen und einem Pferdeschwanz bestand, der von zwei weiteren Flechtzöpfen flankiert wurde, wurde diese „Mode la cadenette“ genannt.

## Heirat und Kinder
Am 14. Januar 1620 heiratete er Claire Charlotte Eugénie d’Ailly, Comtesse de Chaulnes, sie hatten drei Kinder:
- Henri Louis d’Albert d’Ailly (1620–1653), 2. Duc de Chaulnes;
- Charles d’Albert d’Ailly (1625–1698), 3. Duc de Chaulnes;
- Armand d’Albert d’Ailly (1635–1656).